# Santutxu Fútbol Club
Il Santutxu Fútbol Club è una società calcistica con sede nell'omonimo quartiere della città di Bilbao, nei Paesi Baschi, in Spagna. 
Gioca nella Tercera División RFEF, la quinta serie del campionato spagnolo.

## Storia
Fondato nel 1918, gioca le partite interne presso il Campo Fútbol de Mallona, ed è rinomato per il massiccio utilizzo di giovani cresciuti nella propria cantera, che dispone di 21 squadre per un totale di 350 tesserati.

## Tornei nazionali
- 1ª División: 0 stagioni
- 2ª División: 0 stagioni
- 2ª División B: 0 stagioni
- 3ª División: 21 stagioni